# Пекорара (Павија)
Пекорара је насеље у Италији у округу Павија, региону Ломбардија.
Према процени из 2011. у насељу је живело 36 становника. Насеље се налази на надморској висини од 228 м.